# Сборная Франции по пляжному футболу
Сборная Франции по пляжному футболу — представляет Францию на международных соревнованиях по пляжному футболу. Управляется Федерацией футбола Франции. Является чемпион мира 2005 и чемпион Евролиги 2004.
С 2005 года главным тренером сборной является знаменитый игрок Манчестер Юнайтед и сборной Франции Эрик Кантона. Под его руководством сборная Франции стала чемпионом мира по пляжному футболу 2005.
После поражения сборной в четвертьфинале чемпионата мира 2008, который проходил во Франции, французы больше не выступали на чемпионатах мира.

## Текущий состав

### Вратари
- Робин Гассэ
- Реми Рюи

### Полевые игроки
- Антони Барботти
- Жереми Баске
- Жан-Кристоф Дево
- Антони Фео
- Стефан Франсуа
- Людовик Лирон
- Антони Менди
- Микаэль Пажи
- Дидье Самун
- Жульен Соар

По состоянию на май 2011

## Достижения
- Чемпионат мира по пляжному футболу:
  - Чемпион (1): 2005
  - Серебряный призер (2): 1998, 2001
  - Бронзовый призер (1): 2006
  - Четвертое место (1): 2007

- Евролига по пляжному футболу:
  - Чемпион (1): 2004
  - Серебряный призер (3): 1999, 2003, 2007
  - Бронзовый призер (2): 2000, 2005

- Кубок Европы по пляжному футболу:
  - Серебряный призер (3): 2003, 2006, 2007
  - Бронзовый призер (2): 1999, 2002

## Тренерский штаб
- Главный тренер: Эрик Кантона
- Глава делегации: Алена Порку
- Тренер: Джоэл Кантона
- Помощник тренера: Жан-Луи Фаводон
- Физиотерапевт: Жульен Нико